# Scinax boesemani
Scinax boesemani – gatunek płaza bezogonowego z rodziny rzekotkowatych (Hylidae).

## Morfologia
Występuje dymorfizm płciowy, gdyż samice, osiągające 3,2 cm długości, przerastają samce, które zazwyczaj mieszczą się w przedziale 2,8–3,1 mm.
Płaz ten posiada pomarańczowobrązową grzbietową stronę ciała, na której może pojawić się plamkowanie, podczas gdy jego brzuch zachowuje barwę białą z zażółconym regionem gardła. Wspomnieć należy także o ciemnej kresie przebiegającej pomiędzy nozdrzem i bębenkiem (tympanum). Dzięki niej można odróżnić go od pokrewnego gatunku umieszczanego w tym samym rodzaju, Scinax ruber, charakteryzującego się też pomarańczowym plamkowaniem na grzbietowej stronie ciała.

## Występowanie
Zwierzę to zamieszkuje całe terytoria Gujany Francuskiej i Surinamu, w Gujanie nie osiąga tylko skrajnie północno-zachodniej części kraju. Zajmuje środkową i południową Wenezuelę, jednakże największą część zasięgu stanowi północna i środkowa Brazylia. Wśród krajów, gdzie obecności płaza nie udowodniono, ale jest prawdopodobna, wymienia się Kolumbię, Peru i Boliwię.
Płaz zasiedla lasy deszczowe i ich skraje, zwłaszcza w otoczeniu zwykle okresowych zbiorników wodnych i strumieni. Radzi sobie dobrze w lasach zmodyfikowanych działalnością ludzką.

## Behawior i rozmnażanie
Prowadzi nadrzewny tryb życia. Jego aktywność przypada na noc. Nawoływania samców odbywają się wśród roślinności w bliskości wspomnianego zbiornika wody.
Sezon reprodukcyjny, zaczynając się w listopadzie, trwa do maja, co przypada na porę deszczową. Rozwój jaj, składanych w gronach po 600, przebiega w wodzie, gdzie wylęgają się z nich kijanki.

## Status
W Czerwonej księdze gatunków zagrożonych IUCN płaz ten od 2004 roku klasyfikowany jest jako gatunek najmniejszej troski (LC, ang. Least Concern).
Zwierzę jest pospolite, a trend liczebności jego populacja oceniany jest jako stabilny.
IUCN nie wymienia zagrożeń dla gatunku.